# Velké Svatoňovice
Velké Svatoňovice (deutsch Groß Schwadowitz) ist eine Gemeinde in Tschechien. Sie liegt neun Kilometer südöstlich von Trutnov und gehört zum Okres Trutnov.

## Geographie

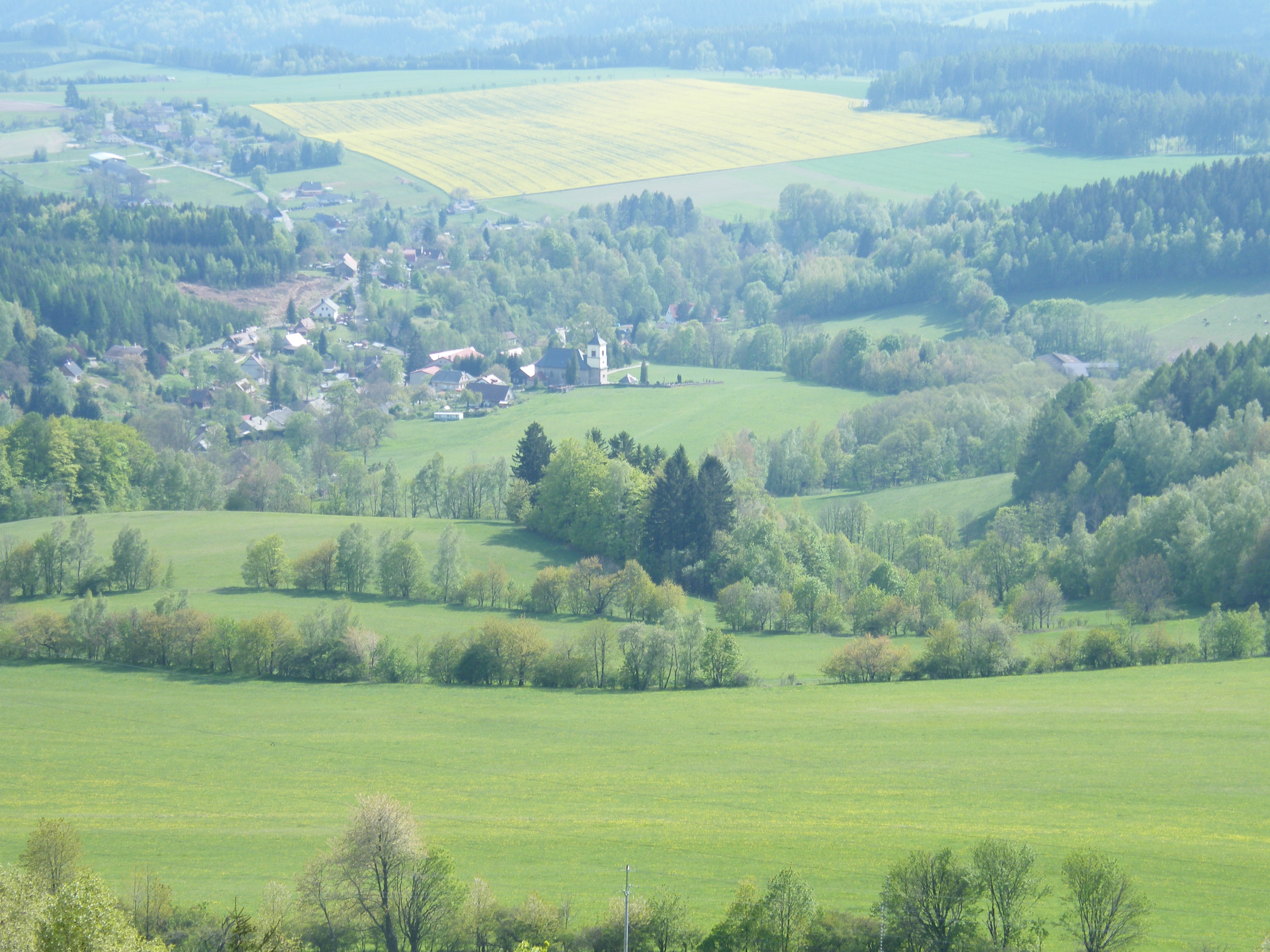
Ortsteil Markoušovice

Velké Svatoňovice befindet sich südlich des Habichtsgebirges (Jestřebí hory) in der Hertiner Furche (Rtyňská brázda). Das Dorf erstreckt sich entlang des Baches Markoušovický potok. Nordöstlich erhebt sich der Žaltman (739 m). Über das Habichtsgebirge ziehen sich Bunkerlinien des Tschechoslowakischen Walls. Im Süden des Ortes liegt der Teich Podháj, der mit 355 m ü. M. auch den tiefsten Punkt der Gemeinde bildet.
Nachbarorte sind Markoušovice und Slavětín im Norden, Paseka und Radvanice im Nordosten, Přední Hory, Malé Svatoňovice und Jestřebec im Osten, Batňovice im Südosten, Úpice im Süden, Kvíčala und Suchovršice im Westen sowie Končiny, Sedmidomí und Starý Sedloňov im Nordwesten.

## Geschichte
Nach alten Überlieferungen soll nach der Trautenauer Dorfchronik Simon Hüttels in den Jahren 1009 bzw. 1020 hier der Trautenauer Lehnsmann Bartoloměj Svatoň auf Geheiß des Herzogs Udalrich an der Mündung des Zaječí potok in die Rtyňka eine Feste errichtet haben.
Svatoňovice wurde 1260 im Zuge der Besiedlung des Habichtsgebirges durch Peter von Skalice gegründet. Das Dorf kam zum Anfang des 14. Jahrhunderts zur Herrschaft Wiesenburg, die 20 Dörfer und die Städtchen Úpice sowie Kostelec umfasste.
Zwischen 1357 und 1359 ist Albert von Svatoňovice als Besitzer der Feste überliefert. Unter den Herren von Kunstadt und Podiebrad wurden 1471 die Wiesenburger Güter an die Herrschaft Nachod angeschlossen. Über den ersten Steinkohlenfund im Habichtsgebirge, der 1590 bei Markausch erfolgte, berichtete der Trautenauer Chronist Simon Hüttel.
Der Bauer Wenzel Schreiber brachte am 27. Oktober 1715 östlich des Ortes bei einem von sieben Quellen gespeisten Brunnen am Rande des Habichtsgebirges eine hölzerne Marienfigur mit Christkind an einem toten Kirschbaum an. Nachdem ein Jahr später der seit 1709 erfrorene und verdorrte Baum wieder ausschlug und an sieben Zweigen Früchte trug, wurde der Brunnen als wundertätig verehrt und von Kranken aufgesucht, die die Jungfrau Maria um Erlösung von ihren Leiden baten. 1731 erfolgte eine Ausmauerung des Brunnens. Daneben wurde eine hölzerne Kapelle errichtet, die wenig später durch eine Wallfahrtskirche ersetzt wurde. Zugleich wurde dort eine Wasserheilanstalt gegründet. Seit dieser Zeit wurde Svatoňovice zu einem bedeutsamen Marienwallfahrtsort.
Zum Ende des 18. Jahrhunderts wurden östlich von Svatoňovice an den Hängen des Habichtsgebirges Steinkohlenvorkommen entdeckt. 1800 begann der Vortrieb des Xaver-Erbstollens. Am Fuße des Gebirges entstand eine Bergmannssiedlung, die als Studánka svatoňovická (Schwadowitzer Brünnl) bzw. Svatoňovičky (Klein Schwadowitz) bezeichnet wurde. 1826 wurde der Ort Schwadowitz (Svatoňovice) in die zwei Dörfer Klein Schwadowitz (Malé Svatoňovice) und Groß Schwadowitz (Velké Svatoňovice) geteilt. Bis zur Aufhebung der Patrimonialherrschaften im Jahre 1848 unterstand Velké Svatoňovice der Herrschaft Náchod.
Zum 1. Jänner 1850 wurde die Gemeinde Svatoňovice mit den Ortsteilen Velké und Malé Svatoňovice gebildet. Die Süd-Norddeutsche Verbindungsbahn errichtete zwischen 1857 und 1859 die Hauptbahnstrecke von Josefstadt nach Schwadowitz, die 1868 bis zur preußischen Grenze bei Königshan verlängert wurde. Am 28. Januar 1880 wurde Malé Svatoňovice von Velké Svatoňovice abgetrennt und zur selbständigen Gemeinde. Die Güter gehörten bis 1945 den Grafen Schaumburg-Lippe auf Náchod. Der letzte Besitzer Friedrich zu Schaumburg-Lippe wurde als deutscher Staatsangehöriger nach dem Zweiten Weltkrieg am 12. Mai 1945 über die nahe Staatsgrenze nach Sackisch im ehemaligen Landkreis Glatz abgeschoben. Dort verstarb er am 12. Dezember 1945. Nach Absprache zwischen den polnischen und tschechischen Behörden wurde sein Leichnam nach Nachod überführt und in aller Stille auf dem Soldatenfriedhof in der Nähe des Schlosses beigesetzt.
1976 erfolgte die Eingemeindung von Markoušovice.

## Gemeindegliederung
Die Gemeinde Velké Svatoňovice besteht aus den Ortsteilen Markoušovice (Markausch) und Velké Svatoňovice (Groß Schwadowitz) sowie den Ansiedlungen Sedmidomí (Siebenhäuser) und Starý Sedloňov (Altsedlowitz).

## Sehenswürdigkeiten
- ehemalige Feste „Na Valech“, sie soll 1009 existiert haben
- barocke Kirche Johannes des Täufers in Markoušovice, erbaut 1771–1778
- Schreibergut mit denkmalgeschützter Linde
- Kapelle des Hl. Wenzel, erbaut 1903
- Feuerwehrmuseum, eröffnet 2002 in der früheren Verkaufsstelle